# Nguyễn Xuân Son
Rafaelson Bezerra Fernandes (sinh ngày 30 tháng 3 năm 1997), thường được biết đến với tên tiếng Việt Nguyễn Xuân Son hay với tên cũ là Rafaelson, là một cầu thủ bóng đá chuyên nghiệp hiện đang thi đấu ở vị trí tiền đạo cắm cho câu lạc bộ V.League 1 Thép Xanh Nam Định. Sinh ra tại Brasil, anh được nhập tịch và thi đấu cho đội tuyển bóng đá quốc gia Việt Nam.
Xuân Son là cầu thủ đầu tiên không có gốc gác Việt Nam ra sân và ghi bàn ở một giải đấu quốc tế trong lịch sử đội tuyển Việt Nam.

## Sự nghiệp câu lạc bộ

### Vitória
Rafaelson trưởng thành từ lò đào tạo của Vitória. Tháng 4 năm 2015, anh đã bị buộc tội vì gian lận tuổi, tuy nhiên sau đó câu lạc bộ đã bãi nại cho anh thành công. Tháng 9 cùng năm, anh được huấn luyện viên Vágner Mancini đôn lên đội một.
Rafaelson có trận đấu chuyên nghiệp đầu tiên vào ngày 5 tháng 9 năm 2015, khi vào sân thay cho Robert ở hiệp hai trong trận thua Botafogo 1–2 trên sân nhà tại Série B. Anh ghi bàn thắng đầu tiên vào ngày 31 tháng 10, đó là bàn thắng cuối cùng trong trận Vitória để thua 2–3 trước Náutico. Tổng cộng, anh ra sân 7 trận cho câu lạc bộ ở Série B mùa 2015, giúp đội bóng thăng hạng lên chơi Série A vào mùa giải năm sau.
Ngày 30 tháng 6 năm 2016, Rafaelson đã có trận ra mắt giải bóng đá số một của Brasil Série A, khi vào sân thay cho Tiago Real trong trận thắng Sport 3–2 trên sân nhà.

### Vegalta Sendai
Năm 2018, Rafaelson được mua đứt từ Vegalta Sendai sau quãng thời gian cho mượn. Nhưng tại đây anh gây thất vọng vì gần như không ra sân trận nào.

### Næstved BK
Vào ngày 13 tháng 4 năm 2019, sau 2 năm chơi cho Vegalta Sendai, Rafaelson chuyển đến Đan Mạch và gia nhập Næstved BK.

### Nam Định
Ngày 12 tháng 1 năm 2020, câu lạc bộ Næstved tuyên bố rằng họ đã bán Rafaelson cho Dược Nam Hà Nam Định. Trong lần đầu tới V.League, anh đã có 6 bàn tại giải quốc nội và 2 bàn tại Cúp quốc gia.

### SHB Đà Nẵng
Kết thúc mùa giải ấn tượng cho Nam Định, Rafaelson chuyển tới thi đấu cho SHB Đà Nẵng. Mùa giải 2021, anh vẫn giữ phong độ với 6 bàn thắng sau 12 trận tại V.League năm đó.

### Topenland Bình Định
Ngày 25 tháng 2 năm 2022, Rafaelson chính thức ra mắt Topenland Bình Định trong trận đấu gặp Viettel tại vòng đấu mở màn V.League 2022. Đây là một trận đấu mà Rafaelson chơi hay nhưng kém may mắn khi anh đã có 2 lần đưa bóng tìm đến cột dọc khung thành của đội khách. Bốn ngày sau, trong trận Bình Định làm khách trên sân của Sông Lam Nghệ An, Nguyễn Xuân Son đã có được bàn thắng đầu tiên cho Bình Định, anh cũng là cầu thủ kiến tạo cho Jermie Lynch ghi bàn ấn định chiến thắng 2–1.
Ngày 2 tháng 9 năm 2022, Rafaelson đã lập một cú hat-trick giúp Topenland Bình Định đánh bại Hà Nội 3–0 ngay trên sân vận động Hàng Đẫy.

### Trở lại Thép Xanh Nam Định

#### 2023–24

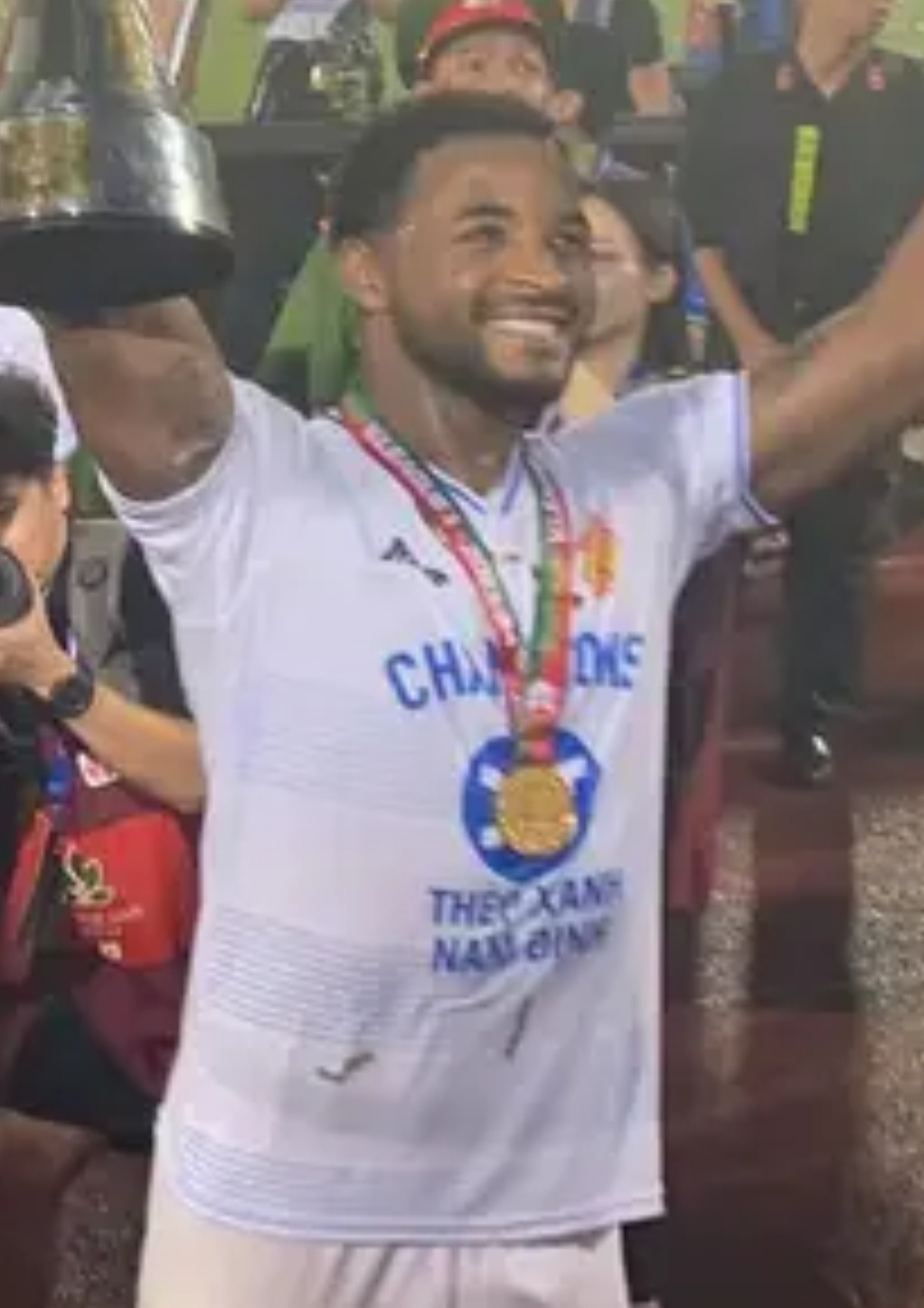
Xuân Son ăn mừng chức vô địch V.League 1 2023–24 cùng với câu lạc bộ Thép Xanh Nam Định.

Ngày 29 tháng 8 năm 2023, Rafaelson quay lại đội bóng cũ Thép Xanh Nam Định. Anh ghi bàn thắng đầu tiên ngay trong trận mở màn V.League 1 2023–24 gặp Quảng Nam từ quả phạt đền ở phút bù giờ để giúp đội nhà thắng nhọc nhằn 2–1.
Tại lễ trao giải Quả bóng vàng Việt Nam 2023 diễn ra vào ngày 19 tháng 2 năm 2024, anh giành giải thưởng Cầu thủ nước ngoài xuất sắc nhất sau những màn trình diễn trước đó tại mùa giải 2023.
Ngày 26 tháng 5, với năm bàn thắng ghi vào lưới Đông Á Thanh Hóa trong trận Nam Định thắng 5–2 để nâng tổng số bàn thắng của mình lên 26 bàn, Rafaelson đã phá kỷ lục về số bàn thắng trong một mùa giải Vô địch Quốc gia của Lê Huỳnh Đức (25 bàn năm 1996) và cân bằng kỷ lục ghi bàn nhiều nhất trong một trận đấu V.League của Nguyễn Đình Việt (5 bàn năm 2007). Ngày 25 tháng 6, anh lập một cú hat-trick trong chiến thắng 5–1 trước Khánh Hòa và giúp Nam Định vô địch sớm một vòng đấu, cũng là chức vô địch V.League đầu tiên của anh. Tại lễ trao giải V.League Awards 2024, anh đoạt danh hiệu Cầu thủ xuất sắc nhất mùa giải và lọt vào đội hình tiêu biểu của giải. Anh ghi 31 bàn sau 24 trận.

#### 2024–25
Nguyễn Xuân Son tiếp tục phong độ cao ở mùa giải này, ghi 7 bàn sau 7 trận tại V.League trước khi phải nghỉ thi đấu hết phần còn lại của mùa giải do chấn thương.

## Sự nghiệp quốc tế
Vào tháng 11 năm 2024, FIFA đã cho phép Nguyễn Xuân Son đại diện cho đội tuyển quốc gia Việt Nam sau 5 năm cư trú tại Việt Nam. Anh có tên trong danh sách sơ bộ của Việt Nam cho Giải vô địch bóng đá ASEAN 2024. Sau đó, anh tiếp tục xuất hiện trong danh sách chính thức cho giải đấu.
Vào ngày 21 tháng 12 năm 2024, Xuân Son ghi hai bàn thắng và lập 2 pha kiến tạo trong trận ra mắt của anh cho đội tuyển quốc gia Việt Nam trong chiến thắng 5–0 trước Myanmar tại vòng bảng Giải vô địch bóng đá ASEAN 2024. Trong trận chung kết lượt về, anh bị gãy xương mác và xương chày khi anh bị gập cổ chân sau một tình huống căng ngang, khiến anh phải nghỉ thi đấu hết phần còn lại của mùa giải 2024–25. Kết thúc giải đấu, anh giành được giải vua phá lưới và cầu thủ xuất sắc nhất.

## Đời tư

### Gia đình
Nguyễn Xuân Son có vợ tên là Marcele Seippel, sinh năm 1999, người Brasil. Hai người kết hôn vào tháng 1 năm 2018 và có với nhau 2 người con trai.

### Nhập tịch Việt Nam
Ngày 22 tháng 8 năm 2024, Phó chủ tịch thường trực UBND tỉnh Nam Định Trần Anh Dũng cho biết cơ quan này đã nhận được tờ trình về việc xin nhập quốc tịch Việt Nam đối với cầu thủ Rafaelson Bezerra Fernandes do Sở Tư pháp tỉnh Nam Định trình. Trong lá đơn của mình, anh viết về mong muốn được cống hiến cho đội tuyển quốc gia Việt Nam, và đề nghị lấy tên tiếng Việt là Nguyễn Xuân Son. Tối ngày 20 tháng 9, câu lạc bộ Thép Xanh Nam Định thông báo đã hoàn thành thủ tục nhập tịch cho Rafaelson Bezerra Fernandes với tên tiếng Việt là Nguyễn Xuân Son.

## Thống kê sự nghiệp

### Câu lạc bộ
Tính đến 4 tháng 12 năm 2024
| Câu lạc bộ          | Mùa giải            | Giải đấu            | Giải đấu | Giải đấu | Giải đấu tiểu bang | Giải đấu tiểu bang | Cúp quốc gia | Cúp quốc gia | Châu lục | Châu lục | Khác | Khác | Tổng cộng | Tổng cộng |
| Câu lạc bộ          | Mùa giải            | Hạng đấu            | Trận     | Bàn      | Trận               | Bàn                | Trận         | Bàn          | Trận     | Bàn      | Trận | Bàn  | Trận      | Bàn       |
| ------------------- | ------------------- | ------------------- | -------- | -------- | ------------------ | ------------------ | ------------ | ------------ | -------- | -------- | ---- | ---- | --------- | --------- |
| Vitória             | 2015                | Série B             | 7        | 1        | 0                  | 0                  | —            | —            | —        | —        | —    | —    | 7         | 1         |
| Vitória             | 2016                | Série A             | 1        | 0        | 0                  | 0                  | 1            | 0            | —        | —        | —    | —    | 2         | 0         |
| Vitória             | 2017                | Série A             | 4        | 0        | 2                  | 0                  | 0            | 0            | —        | —        | —    | —    | 6         | 0         |
| Vitória             | 2018                | Série A             | 0        | 0        | 1                  | 0                  | 0            | 0            | —        | —        | —    | —    | 1         | 0         |
| Vitória             | Tổng cộng           | Tổng cộng           | 12       | 1        | 3                  | 0                  | 1            | 0            | 0        | 0        | 0    | 0    | 16        | 1         |
| Vegalta Sendai      | 2018                | J1 League           | 0        | 0        | —                  | —                  | 0            | 0            | —        | —        | 1    | 0    | 1         | 0         |
| Næstved BK          | 2018–19             | 1st Division        | 6        | 1        | —                  | —                  | 0            | 0            | —        | —        | —    | —    | 6         | 1         |
| Næstved BK          | 2019–20             | 1st Division        | 18       | 4        | —                  | —                  | 2            | 0            | —        | —        | —    | —    | 20        | 4         |
| Næstved BK          | Tổng cộng           | Tổng cộng           | 24       | 5        | 0                  | 0                  | 2            | 0            | 0        | 0        | 0    | 0    | 26        | 5         |
| Nam Định            | 2020                | V.League 1          | 18       | 6        | —                  | —                  | 1            | 2            | —        | —        | —    | —    | 19        | 8         |
| SHB Đà Nẵng         | 2021                | V.League 1          | 12       | 6        | —                  | —                  | 0            | 0            | —        | —        | —    | —    | 12        | 6         |
| Topenland Bình Định | 2022                | V.League 1          | 21       | 5        | —                  | —                  | 4            | 3            | —        | —        | —    | —    | 25        | 8         |
| Topenland Bình Định | 2023                | V.League 1          | 18       | 16       | —                  | —                  | 2            | 1            | —        | —        | —    | —    | 20        | 17        |
| Topenland Bình Định | Tổng cộng           | Tổng cộng           | 39       | 21       | 0                  | 0                  | 6            | 4            | 0        | 0        | 0    | 0    | 45        | 25        |
| Thép Xanh Nam Định  | 2023–24             | V.League 1          | 24       | 31       | —                  | —                  | 3            | 1            | —        | —        | —    | —    | 27        | 32        |
| Thép Xanh Nam Định  | 2024–25             | V.League 1          | 7        | 7        | —                  | —                  | 0            | 0            | 5        | 5        | 1    | 2    | 13        | 14        |
| Thép Xanh Nam Định  | Tổng cộng           | Tổng cộng           | 31       | 38       | 0                  | 0                  | 3            | 1            | 5        | 5        | 1    | 2    | 40        | 46        |
| Tổng cộng sự nghiệp | Tổng cộng sự nghiệp | Tổng cộng sự nghiệp | 131      | 77       | 3                  | 0                  | 13           | 7            | 5        | 5        | 2    | 2    | 166       | 91        |

1. ↑  Số lần ra sân tại J.League Cup
2. ↑  Số lần ra sân tại AFC Champions League Two
3. ↑  Ra sân tại Siêu cúp bóng đá Việt Nam

### Quốc tế
Tính đến 5 tháng 1 năm 2025
| Đội tuyển quốc gia | Năm       | Trận | Bàn |
| ------------------ | --------- | ---- | --- |
| Việt Nam           | 2024      | 3    | 5   |
| Việt Nam           | 2025      | 2    | 2   |
| Tổng cộng          | Tổng cộng | 5    | 7   |

Tính đến 21 tháng 12 năm 2024
Tỷ số và kết quả liệt kê bàn thắng của Việt Nam được để trước, cột tỷ số cho biết tỷ số sau mỗi bàn thắng của Nguyễn Xuân Son.
| # | Ngày                 | Địa điểm                                  | Đối thủ   | Bàn thắng | Kết quả | Giải đấu                        |
| - | -------------------- | ----------------------------------------- | --------- | --------- | ------- | ------------------------------- |
| 1 | 21 tháng 12 năm 2024 | Sân vận động Việt Trì, Việt Trì, Việt Nam | Myanmar   | 2–0       | 5–0     | Giải vô địch bóng đá ASEAN 2024 |
| 2 | 21 tháng 12 năm 2024 | Sân vận động Việt Trì, Việt Trì, Việt Nam | Myanmar   | 4–0       | 5–0     | Giải vô địch bóng đá ASEAN 2024 |
| 3 | 26 tháng 12 năm 2024 | Sân vận động Jalan Besar, Singapore       | Singapore | 2–0       | 2–0     | Giải vô địch bóng đá ASEAN 2024 |
| 4 | 29 tháng 12 năm 2024 | Sân vận động Việt Trì, Việt Trì, Việt Nam | Singapore | 1–0       | 3–1     | Giải vô địch bóng đá ASEAN 2024 |
| 5 | 29 tháng 12 năm 2024 | Sân vận động Việt Trì, Việt Trì, Việt Nam | Singapore | 2–0       | 3–1     | Giải vô địch bóng đá ASEAN 2024 |
| 6 | 2 tháng 1 năm 2025   | Sân vận động Việt Trì, Việt Trì, Việt Nam | Thái Lan  | 1–0       | 2–1     | Giải vô địch bóng đá ASEAN 2024 |
| 7 | 2 tháng 1 năm 2025   | Sân vận động Việt Trì, Việt Trì, Việt Nam | Thái Lan  | 2–0       | 2–1     | Giải vô địch bóng đá ASEAN 2024 |

## Danh hiệu
Victória
- Campeonato Baiano: 2016

Thép Xanh Nam Định
- V.League 1: 2023–24, 2024–25
- Siêu cúp Quốc gia: 2024

Topenland Bình Định
- Á quân Cúp Quốc gia: 2022[22]

Việt Nam
- Giải vô địch bóng đá ASEAN: 2024[23]

Cá nhân
- Cầu thủ xuất sắc nhất V.League 1: 2023–24[12]
- Vua phá lưới V.League 1: 2023, 2023–24[12]
- Đội hình xuất sắc nhất V.League 1: 2023, 2023–24[12]
- Cầu thủ nước ngoài xuất sắc nhất Việt Nam: 2023[24]
- Cầu thủ xuất sắc nhất ASEAN Cup: 2024[25]
- Vua phá lưới ASEAN Cup: 2024 (7 bàn)[25]
- Huân chương Lao động hạng ba: 2025[26]
- Quả bóng vàng Việt Nam: Hạng mục Cầu thủ ngoại xuất sắc nhất (2024)[27]
- Giải thưởng cống hiến: Hạng mục Gương mặt thể thao của năm (2025)[28]